# Buxton blue
Il Buxton blue è un formaggio inglese a pasta dura ed erborinata prodotto nella regione di Buxton, Regno Unito.
Dal giugno 1996, a livello europeo, la denominazione Buxton Blue è stata riconosciuta denominazione di origine protetta (DOP).
È fabbricato secondo metodi e tecniche tradizionali con latte di mucca che proviene per la maggior parte delle contee di Derbyshire, Nottinghamshire e Staffordshire.
Leggermente venato e di colore ruggine, di solito è di forma cilindrica.